# Gilbertiodendron
Gilbertiodendron là một chi thực vật có hoa trong họ Đậu.